# KEK Ensisheim
Kampfeinsitzerkommando Ensisheim - KEK E – jednostka lotnictwa niemieckiego Luftstreitkräfte z okresu I wojny światowej.

## Informacje ogólne
Jednostka została utworzona w bazie  w Ensisheim w departamencie Haut-Rhin w Alzacji, w połowie 1915 w jednym z  pierwszych  etapów reorganizacji lotnictwa. Składała się z kilku jednomiejscowych uzbrojonych samolotów Pfalz E.I przydzielonych bezpośrednio do dowództwa Armee Abteilung "B". 1 listopada 1916 roku w kolejnym etapie reorganizacji lotnictwa niemieckiego na bazie tej jednostki utworzono eskadrę myśliwską Jasta 16.
W KEK E służyli między innymi: Otto Kissenberth,
Głównymi samolotami używanymi przez pilotów KEK Ensisheim były Pfalz E.I, Fokker D.II.

## Dowódcy Eskadry
| Stopień | Nazwisko      | Okres                  |
| ------- | ------------- | ---------------------- |
|         | Otto Dessloch | 2.06.1916 - 25.10.1916 |